# Taiji (Wakayama)
Taiji (太地町, Taiji-chō) és un poble situat al districte de Higashimuro i la prefectura de Wakayama, al Japó. El 2011 tenia 3.428 habitants. És conegut per la matança de dofins que s'hi duu a terme cada any entre el setembre i el març. Aquesta massacre ha estat durament criticada per persones entitats d'arreu del món i li ha valgut al Japó l'expulsió de l'Associació Mundial de Zoos i Aquaris.